# Anton Powolny
Anton Powolny (Bécs, 1899. augusztus 29., 1899. április 19. vagy 1899. augusztus 19. – Bécs, 1961. május 30.) osztrák labdarúgó.

## Sikerei, díjai
- Serie A gólkirály: 1927
- Magyar labdarúgókupa döntős: 1928

## Fordítás
- Ez a szócikk részben vagy egészben  az   Anton Powolny című angol Wikipédia-szócikk fordításán alapul.  Az eredeti cikk szerkesztőit annak laptörténete sorolja fel. Ez a jelzés csupán a megfogalmazás eredetét és a szerzői jogokat jelzi, nem szolgál a cikkben szereplő információk forrásmegjelöléseként.